# Dicarbon
Cacbon điatomic (có tên hệ thống là đicacbon và 1λ2,2λ2-etylen), là một hóa chất vô cơ màu xanh lá cây với công thức hóa học là C2. Nó không ổn định về mặt động học ở nhiệt độ và áp suất xung quanh Nó xảy ra trong hơi carbon, ví dụ như trong các hồ quang điện, trong sao chổi, khí quyển sao và môi trường liên sao, và trong ngọn lửa hydrocarbon màu xanh. Carbon diatomic là dạng carbon đơn giản thứ hai sau carbon nguyên tử, và là chất tham gia trung gian thứ hai trong carbon nguồn gốc của fullerene.

## Tính chất
C2 là thành phần của hơi carbon. Một bài báo ước tính rằng hơi carbon là khoảng 28% diatomic, nhưng về mặt lý thuyết điều này phụ thuộc vào nhiệt độ và áp suất.

### Tính chất điện từ
Các electron trong carbon diatomic được phân phối giữa các quỹ đạo nguyên tử theo nguyên tắc aufbau để tạo ra các trạng thái lượng tử duy nhất, với mức năng lượng tương ứng. Trạng thái có mức năng lượng thấp nhất, hoặc trạng thái cơ bản, là trạng thái đơn (1Σ +
g), được đặt tên một cách có hệ thống ethene-1,2-diylidene hoặc dicarbon (0 •). Có một số trạng thái singlet và triplet bị kích thích có năng lượng tương đối gần với trạng thái cơ bản, tạo thành tỷ lệ đáng kể của một mẫu dicarbon trong điều kiện môi trường xung quanh. Khi hầu hết các trạng thái kích thích này trải qua quá trình thư giãn quang hóa, chúng phát ra trong vùng hồng ngoại của phổ điện từ. Tuy nhiên, một trạng thái đặc biệt phát ra trong khu vực màu xanh lá cây. Trạng thái đó là trạng thái bộ ba (3Πg), được đặt tên một cách có hệ thống là ethene-μ,-diyl—ylidene hoặc dicarbon (2 •). Ngoài ra, có một trạng thái kích thích hơn một chút về năng lượng từ trạng thái cơ bản, chỉ tạo thành một tỷ lệ đáng kể của một mẫu dicarbon dưới bức xạ giữa tia cực tím. Khi thư giãn, trạng thái kích thích này phát huỳnh quang ở vùng tím và lân quang ở vùng xanh. Trạng thái này cũng là trạng thái singlet (1Πg), cũng được đặt tên là ethene-μ,-diyl—ylidene hoặc dicarbon (2 •).
| State  | Excitation enthalpy (kJ mol−1) | Relaxation transition                   | Relaxation wavelength      | Relaxation EM-region                          |
| ------ | ------------------------------ | --------------------------------------- | -------------------------- | --------------------------------------------- |
| X1Σ+ g | 0                              | –                                       | –                          | –                                             |
| a3Π u  | 8.5                            | a3Π u→X1Σ+ g                            | 14.0 μm                    | Long-wavelength infrared                      |
| b3Σ− g | 77.0                           | b3Σ− g→a3Π u                            | 1.7 μm                     | Short-wavelength infrared                     |
| A1Π u  | 100.4                          | A1Π u→X1Σ+ gA1Π u→b3Σ− g                | 1.2 μm 5.1 μm              | Near infrared Mid-wavelength infrared         |
| B1Σ+ g | ?                              | B1Σ+ g→A1Π uB1Σ+ g→a3Π u                | ? ?                        | ? ?                                           |
| c3Σ+ u | 159.3                          | c3Σ+ u→b3Σ− gc3Σ+ u→X1Σ+ gc3Σ+ u→B1Σ+ g | 1.5 μm 751.0 nm ?          | Short-wavelength infrared Near infrared ?     |
| d3Π g  | 239.5                          | d3Π g→a3Π ud3Π g→c3Σ+ ud3Π g→A1Π u      | 518.0 nm 1.5 μm 860.0 nm   | Green Short-wavelength infrared Near infrared |
| C1Π g  | 409.9                          | C1Π g→A1Π uC1Π g→a3Π uC1Π g→c3Σ+ u      | 386.6 nm 298.0 nm 477.4 nm | Violet Mid-ultraviolet Blue                   |

Lý thuyết quỹ đạo phân tử cho thấy có hai tập hợp các electron ghép đôi trong một tập hợp liên kết pi suy biến. Điều này cho thứ tự liên kết là 2, nghĩa là cần tồn tại một liên kết đôi giữa hai nguyên tử cacbon trong phân tử C2. Một phân tích cho thấy thay vào đó tồn tại một liên kết bốn lần, một cách giải thích đã bị tranh cãi.
Tính toán CASSCF chỉ ra rằng liên kết bốn cực dựa trên lý thuyết quỹ đạo phân tử cũng hợp lý.
Năng lượng phân ly liên kết của B2, C2 và N2 cho thấy BDE tăng, biểu thị các liên kết đơn, đôi và ba tương ứng.
Trong một số dạng carbon tinh thể nhất định, chẳng hạn như kim cương và than chì, một điểm yên ngựa hoặc khối bướu có thể xảy ra tại vị trí liên kết trong mật độ điện tích. Trạng thái bộ ba của C2 không theo xu hướng này. Tuy nhiên, trạng thái singlet của C2 hoạt động giống như silicon hoặc germani; đó là mật độ điện tích có cực đại tại vị trí trái phiếu.

## Phản ứng
Carbon diatomic sẽ phản ứng với acetone và acetaldehyd để tạo ra acetylene theo hai con đường khác nhau.
Các phân tử Triplet C2 sẽ phản ứng thông qua con đường liên phân tử, được thể hiện để thể hiện tính chất triệt để. Các trung gian cho con đường này là gốc ethylene. Sự trừu tượng của nó tương quan với năng lượng trái phiếu.
Các phân tử Singlet C2 sẽ phản ứng thông qua một con đường nội phân tử, không phân tử, trong đó hai nguyên tử hydro sẽ bị lấy đi từ một phân tử. Chất trung gian cho con đường này là vinylletene singlet. Phản ứng singlet có thể xảy ra thông qua một lần tiểu đường 1,1 hoặc một lần tiểu đường 1,2. Phản ứng này không nhạy cảm với sự thay thế đồng vị. Sự trừu tượng khác nhau có thể là do sự định hướng không gian của các va chạm chứ không phải là năng lượng liên kết.
Singlet C2 cũng sẽ phản ứng với anken. Acetylene là một sản phẩm chính; tuy nhiên, có vẻ như C2 sẽ chèn vào các liên kết carbon-hydro.
C2 có khả năng chèn vào nhóm methyl gấp 2,5 lần so với nhóm methylene.

## Lịch sử
Ánh sáng của sao chổi mờ hơn chủ yếu bắt nguồn từ sự phát thải carbon diatomic. Một ví dụ là C / 2014 Q2 (Lovejoy), nơi có một vài dòng ánh sáng C2, chủ yếu ở phổ khả kiến, tạo thành các dải Swan.